# Digitaria adamaouensis
Espèce
Digitaria adamaouensis Zon est une espèce de plantes de la famille des Poaceae, du genre Digitaria. Elle appartient au groupe des Angiospermes, monocotylédone. C’est une herbe annuelle de 80 à 110 cm de long. C’est une espèce indigène du Cameroun. Elle a été découverte le 11 août 1981 à Tello, à 1 200 m d’altitude sur le plateau de l'Adamaoua. 